# Peter Gerhardsson
Pour les articles homonymes, voir Gerhardsson.
Peter Gerhardsson, né le 22 août 1959, est un footballeur international espoir suédois devenu entraîneur. Il dirige BK Häcken de 2008 à 2016.

## Palmarès

### Entraîneur
- Coupe de Suède : 2016
- Troisième de la Coupe du monde féminine de football 2019
- Médaille d'argent aux J.O. de Tokyo 2021
- Troisième de la Coupe du monde féminine de football 2023
- Nommé(e)s pour le prix The Best – Entraîneur de la FIFA pour le football féminin